# Степкове
Степкове (до 2024 року — Первома́йське) — село в Україні, у Марківській селищній громаді Старобільського району Луганської області. Населення становить 265 осіб.
Село було охоплене репресивними діями під час Голодомору. Так, секретарі міськрайпарткомів Донецької області, керуючись отриманою 29.11.1932 р. Постановою ЦК КП(б)У з дозволом провести «чистку окремих осередків, що засмічені опортуністичними елементами, які знаходяться під кулацьким впливом, саботують виконання плану хлібозаготівель» взялися за її ретельне виконання — і в тому числі у цьому селі — за надзвичайно низьке виконання хлібозаготівель провели цю чистку,.
19 вересня 2024 року Верховна Рада підтримала перейменування села Первомайське на Степкове. 26 вересня 2024 року перейменування набуло чинності.